# Antònia Jaurés i Catà
Antònia Jaurés i Catà (Arenys de Mar, 1826- Badalona, 22 de gener de 1909) fou una empresària catalana.
Es va casar amb Pere Palay i Pons (1822-1864), el 1840 ambdós emigraren a Montevideo (Uruguai), on van néixer els seus fills. El 1858 s'establiren a Badalona, on l'any següent van fundar una fàbrica de galetes al carrer del Dos de Maig, al costat de l'estació de ferrocarril. Durant 15 anys fou la primera i única fàbrica de galetes d'Espanya. A la mort del seu marit, es feu càrrec del negoci, primer ella sola i després amb Jaume Moré i Surroca, un encarregat de l'empresa, amb qui es casaria en segones núpcies. Fou coneguda amb el nom empresarial de Vídua de Palay i, a la mort del segon marit, també com Vídua de Palay i Moré. El seus fills Joaquim, que va ser alcalde de Badalona dues vegades, i Emili es van fer càrrec del negoci el 1899, que es mantingué en funcionament fins a principis de segle xx. Va morir el 22 de gener de 1909, i fou enterrada a un dels panteons exteriors del Cementiri del Sant Crist de Badalona.